# Argyrodes minax
Argyrodes minax là một loài nhện trong họ Theridiidae.
Loài này thuộc chi Argyrodes. Argyrodes minax được Octavius Pickard-Cambridge miêu tả năm 1880.